# Pierre François Robouam
Pierre François Robouam est un homme politique français né le 12 février 1753 à Verruyes (Deux-Sèvres) et décédé le 7 avril 1835 à Bressuire (Deux-Sèvres).

## Biographie
Après avoir terminé ses études, il se destine à la magistrature, mais la Révolution modifie ces projets. Cultivateur et régisseur à la Forêt-sur-Sèvre, procureur fiscal de cette baronnie, il devient président du district de Châtillon-sur-Sèvre en 1790, puis député des Deux-Sèvres de 1791 à 1792, siégeant avec la majorité. 
Mis en prison en 1792, pour une affaire de corruption au profit d'un groupe de pensionnaires de la maison du roi, il n'est libéré qu'après le 9 thermidor. Juge de paix en 1797, il est conseiller général de 1800 à 1814 et assiste au sacre de Napoléon Bonaparte.

## Sources
- « Pierre François Robouam », dans Adolphe Robert et Gaston Cougny, Dictionnaire des parlementaires français, Edgar Bourloton, 1889-1891 [détail de l’édition]
- Biographie sur le site de La Maraîchine Normande le 11 mai 2017.